# Bahnhof Caminha

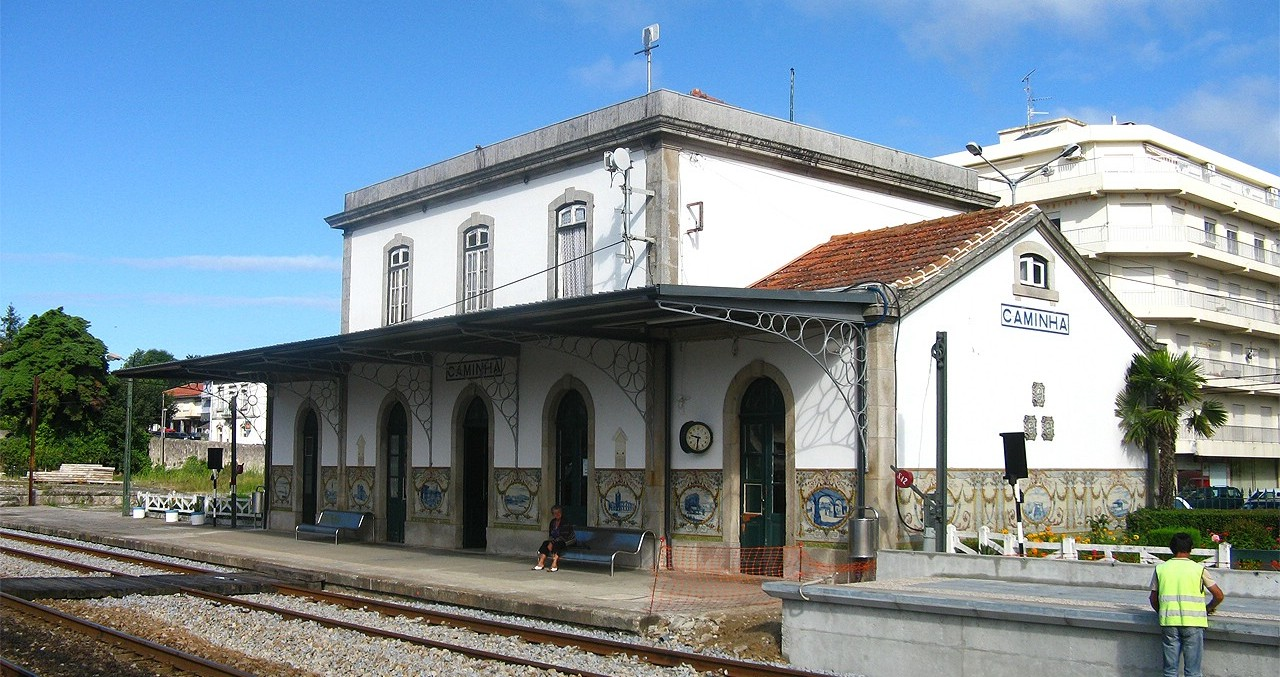
Bahnhof von Caminha

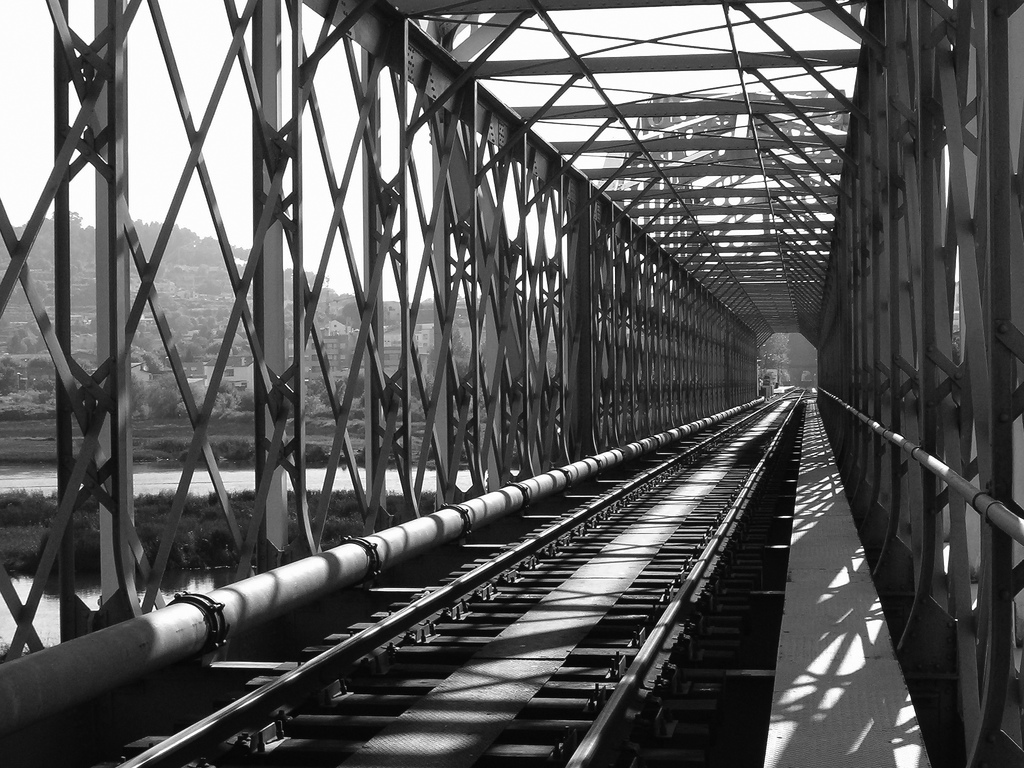
Eiffel-Brücke in Caminha

Der Bahnhof Caminha (portugiesisch Estação Ferroviária de Caminha) ist der Bahnhof der nordportugiesischen Grenzstadt Caminha. Die Station liegt am Kilometer 107,2 der Linha do Minho und wurde mit Aufnahme des Linienverkehrs auf dem Streckenabschnitt bis Darque am 1. Juli 1878 in Betrieb genommen.
Das Bahnhofsgebäude liegt in der südöstlichen Peripherie der Stadt an der Avenida Saraiva de Carvalho. Die Fassade zeigt im Sockelbereich Felder mit blauen Fliesen (Azulejos), die aus der Fábrica Sant’Anna stammen. Der Bahnhof verfügt über zwei
elektrifizierte Durchgangsgleise und zwei Seitenbahnsteige. Nördlich des Bahnhofes wird die Strecke eingleisig und führt über eine filigrane Stahlbrücke, die von Gustave Eiffel  errichtet wurde, über den Coura, einem Zufluss des Rio Minho.
Der Bahnhof ist regulärer Halt verschiedener Regionalverbindungen, des InterRegional-Zuges Porto–Valença sowie der Fernverbindung Porto-Vigo. 2004 wurde er in die Klasse E des Rede Ferroviária Nacional eingestuft.